# Laaounate
Laaounate  (in arabo العونات‎?) è un centro abitato e comune rurale del Marocco situato nella provincia di Sidi Bennour, regione di Casablanca-Settat. Conta una popolazione di 17 850 abitanti (censimento 2014).